# Ponte Dom Pedro II
Imperial Ponte Dom Pedro II é uma ponte fundada em 1885, localizada no estado da Bahia que faz a ligação dos municípios de Cachoeira e São Félix, no interior do estado baiano. É localizada sobre o Rio Paraguaçu e serve como ponte automotiva, ferroviária e pedestre.

## História
A ponte foi inaugurada em 7 de julho de 1885, era uma das principais obras de engenharia da América do Sul na época. É composto por lastro de ferro e madeira importados da Inglaterra e mede 365,64 metros (1.199,6 pés) de comprimento e 86 metros de altura (282,152 pés).
A construção da ponte abriu o tráfego ferroviário entre Feira de Santana, ao norte de Salvador, e a Chapada Diamantina, no interior da Bahia, no século XIX. O duplo uso da ponte, no entanto, para o tráfego de veículos e a linha férrea da Estrada de Ferro Central da Bahia (EFCBH), causa gargalos de transporte significativos em Cachoeira e São Félix.
O pilar central da ponte fica em uma pequena ilha no rio. Está coberto de vegetação e é considerado um espaço sagrado do Candomblé.

## Tombamento

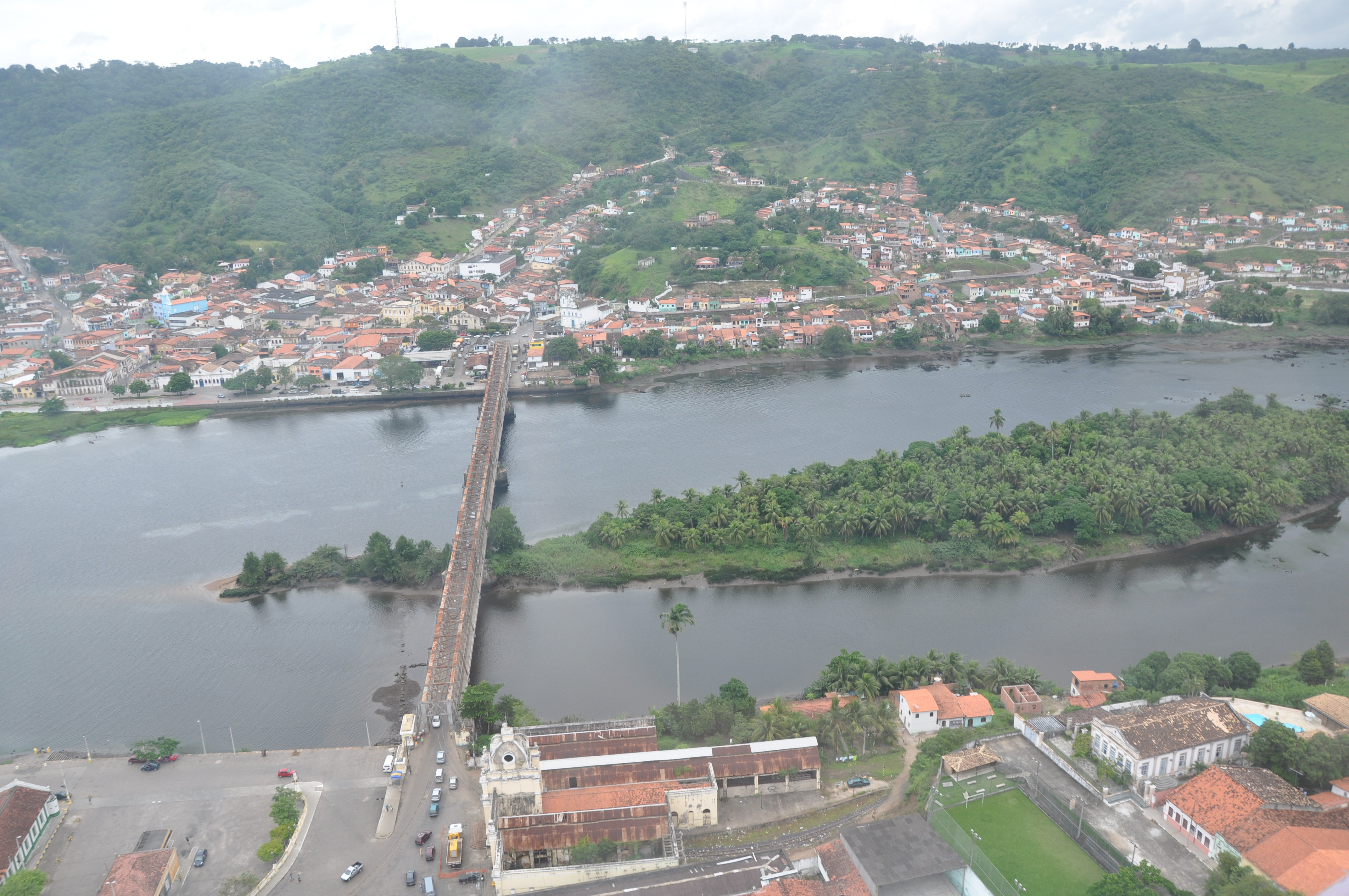
Vista de cima da ponte sobre o Rio Paraguaçu.

No ano de 2002, a ponte passou pelo processo de tombamento histórico junto ao governo do Estado da Bahia.
Posteriormente, no ano de 2007, a ponte passou pelo processo de tombamento histórico junto ao Instituto do Patrimônio Histórico e Artístico Nacional (IPHAN), órgão vinculado ao Governo Federal do Brasil, que visa preservar e gerir a memória do Brasil.
Para além do valor histórico, a ponte tornou-se um dos principais cartões-postais da região.